# Alexander Nahum Sack
Pour les articles homonymes, voir Sack (homonymie).
Alexander Nahum Sack (ou Aleksandr Naumovich Zak, né le 5 octobre 1890 à Moscou en Russie et mort en 1955 à New York) est un expert en jurisprudence et professeur de droit russe, spécialisé dans la législation financière internationale.
Il est connu pour sa formalisation du concept de dette odieuse.

## Biographie
Sack est né à Moscou. Après avoir enseigné à l'université impériale de Petrograd, il quitte la Russie soviétique en 1921 pour s'installer en Estonie, où il conseille le gouvernement sur les questions monétaires. Il obtient la nationalité estonienne, mais déménage à Paris en 1925. Il a enseigné à l'Institut d'études politiques de Paris et à l'Académie de droit international de La Haye avant de s'installer à Londres en 1929 pour travailler comme expert pour Equitable Life Insurance. Le travail pour cette entreprise l'a mené à New York en 1930. Après avoir obtenu la citoyenneté américaine en 1936, il est invité à enseigner à l'Université Northwestern et à l'Université de New York jusqu'en 1943, travaillant comme expert juridique indépendant pour le ministère de la Justice jusqu'en 1947.
Sack est surtout connu pour sa formalisation de la doctrine de la dette odieuse dans son ouvrage Les effets des transformations des Etats sur leurs dettes publiques et autres obligations financières, publié à Paris en 1927, alors qu'il enseigne le droit à l'Institut d'études politiques. Alexander Sack a synthétisé le concept de dette odieuse en se basant sur des précédents du XIXe siècle, comme le refus émis par le gouvernement mexicain concernant le paiement des dettes acquises par l'empereur Maximilien I, et le refus par les États-Unis, une fois Cuba annexé, de payer les dettes acquises lorsque l'île était une colonie espagnole.

## Publications
- Razverstka gosudarstvennykh dolgov, Berlin: Knigoizdatelʹstvo "Slovo", 1923
- Fixing the Value of Money, Riga, "The Latvian Economist", 1925
- Les effets des transformations des Etats sur leurs dettes publiques et autres obligations financières: traité juridique et financier, Recueil Sirey, Paris, 1927
- La succession aux dettes publiques d'état, Hachette, París, 1929
- Conflicts of Laws in the History of the English Law, New York University Press, 1937
- Diplomatic Claims against the Soviets (1918–1938), New York University Law Quarterly Review, New York University School of Law, Contemporary Law Pamphlets, series 1, no. 7, 1938
- Belligerent Recaptures in International Practice, New York, NY, New York University School of law, 1940